# Železniško postajališče Hrušica
Železniška postajališče Hrušica je trenutno nedelujoča železniška postajališče v Hrušica na Železniški progi Jesenice-Trbiž.
Postajno poslopje stoji še danes na zahodu delu naselja. Potniški promet na progi je bil ukinjen 1. aprila 1966.
V okviru obsežne posodobitve slovenskega železniškega omrežja naj bi tudi kranjskogorsko progo obnovili in zopet usposobili za potniški promet.